# 제26회 미국 작가 조합상
제26회 미국 작가 조합상은 1973년 뛰어난 활동을 보인 영화 작가를 기리기 위해 1974년 3월에 열린 시상식이다. Beverly Hilton Hotel에서 개최되었다.

## 수상 및 후보

### 각본상
- 호랑이를 구하라 - 스티브 샤건 수상
- 주말의 사랑 - 멜빈 프랭크 수상

### 각색상
- 페이퍼 문 - 엘빈 사전트 수상
- 형사 서피코 - 왈도 설트 수상

### 월계수상
- 패디 체이예프스키 수상

### 발렌타인 데이비스 상
- 레이 브래드버리 수상
- Philip Dunne 수상

### 모건 콕스 상
- 제임스 R. 웹 수상

### 에드몬드 J. 노스 상
- Randall MacDougall 수상